# Крепость Екдаст
Екдаст — средневековая крепость на территории села Тангерюд Астаринского района Азербайджанской Республики. Памятник архитектуры местного значения.
Имела оборонительный характер.

## Современное состояние
К настоящему моменту крепость сохранилась лишь фрагментально. По оценке совместной археологической экспедиции Института археологии РАН и Института стран Азии и Африки к 2013 году на территории села Тангерюд сохранилось 35-40 процентов от изначальной конструкции крепости. В 300 метрах от видимой части крепости Екидаст обнаружено две системы желобов, начало шахты, а также подземное хранилище злаковых культур. Установлено, что крепость являлась пунктом снабжения и была возведена во время существования Государства Ширваншахов. Со стороны внутреннего двора сохранилась часть лепнины с выгравированными на ней словами на персидском языке.